# CEV Challenge Cup (vrouwen)
De Women's Challenge Cup is een competitie voor vrouwenvolleybalclubs in Europa die elk jaar wordt gehouden. De eerste editie was in 1980/81.
- 1980 tot 2006 - CEV Cup.
- 2007 CEV Challenge Cup.

## Winnaars van de CEV Challenge Cup
| Jaar | Winnaar                            | Uitslag finale                     | Tegenstander                       |
| ---- | ---------------------------------- | ---------------------------------- | ---------------------------------- |
| 1981 | SV Lohhof                          |                                    | Mobili Cesena                      |
| 1982 | USC Münster                        |                                    | Lions Baby Ancona                  |
| 1983 | CJD Feuerbach                      |                                    | Pallavolo Cesena                   |
| 1984 | Victoria Vill. Bari                |                                    | Civ e Civ Modena                   |
| 1985 | Viktoria Augsburg                  |                                    | Victoria Vill. Bari                |
| 1986 | Nelsen Reggio Emilia               |                                    | CJD Feuerbach                      |
| 1987 | Civ e Civ Modena                   |                                    | USC Münster                        |
| 1988 | Yoghi Ancona                       |                                    | Reggio Emilia                      |
| 1989 | Braglia C. Reggio Emilia           |                                    | Slavia Praag                       |
| 1990 | Orbita Zaporozhzhya                |                                    | Bayern Lohhof                      |
| 1991 | Pescopagano Matera                 |                                    | Braglia C. Reggio Emilia           |
| 1992 | Pescopagano Matera                 |                                    | AS Volley Modena                   |
| 1993 | Colli Aniene Roma                  |                                    | Eczacibaşi Istanbul                |
| 1994 | USC Münster                        |                                    | Impresem Agrigento                 |
| 1995 | Ecoclear Sumirago                  |                                    | Orbita Zaporozhzhya                |
| 1996 | USC Münster                        |                                    | Emlakbank Ankara                   |
| 1997 | Alpam Roma                         |                                    | Romanelli Firenze                  |
| 1998 | Cermagica Reggio Emilia            |                                    | Medinex Reggio Calabria            |
| 1999 | Centro Ester Napoli                |                                    | Iskra Lugansk                      |
| 2000 | Medinex Reggio Calabria            |                                    | Cividini Vicenza                   |
| 2001 | Cividini Vicenza                   |                                    | Foppapedretti Bergamo              |
| 2002 | Edison Volley Modena               | 3 - 1                              | Marine Consulting Ravenna          |
| 2003 | Asystel Volley Novara              | 3 - 0                              | Hotel Cantur Las Palmas            |
| 2004 | Foppapedretti Bergamo              | 3 - 2                              | Vini Monteschiavo Jesi             |
| 2005 | Pallavolo Sirio Perugia            | 3 - 0                              | Balakovskaia AES Balakovo          |
| 2006 | Scavolini Pesaro                   | 3 - 1                              | Bigmat Kerakoll Chieri             |
| 2007 | Pallavolo Sirio Perugia            | 3 - 0                              | Zarechie Odintsovo                 |
| 2008 | VakifBank GS Türk Telekom Istanbul | 3 - 2                              | Infoplus Minetti Imola             |
| 2009 | Vini Monteschiavo Jesi             | 3 - 0                              | Panathinaikos VC                   |
| 2010 | Dresdner SC                        | 3 - 1                              | Asterix Kieldrecht                 |
| 2011 | Azerrail Bakoe                     | 3 - 1 / 3 - 1                      | Lokomotiv Bakoe                    |
| 2012 | Lokomotiv Bakoe                    | 3 - 2 / 2 - 3 (Golden Set 15-13)   | Baki Bakoe                         |
| 2013 | Dinamo Krasnodar                   | 3 - 2 / 1 - 3 (Golden Set 15-8)    | Rebecchin.Meccanica Piacenza       |
| 2014 | Zarechie Odintsovo                 | 3 - 2 / 3 - 1                      | Beşiktaş                           |
| 2015 | Bursa BBSK                         | 0 - 3 / 3 - 1 (Golden Set 15-11)   | Oeralotsjka-NTMK Jekaterinenburg   |
| 2016 | CSM Boekarest                      | 3 - 1 / 3 - 1                      | Trabzon İdmanocağı                 |
| 2017 | Bursa BBSK                         | 2 - 3 / 3 - 0                      | Olympiakos S.F. Piraeus            |
| 2018 | Olympiakos S.F. Piraeus            | 2 - 3 / 3 - 1                      | Bursa BBSK                         |
| 2019 | Pro Victoria Monza                 | 3 - 0 / 3 - 1                      | Aydın Büyükşehir Belediyespor      |
| 2020 | Geannuleerd door de Coronapandemie | Geannuleerd door de Coronapandemie | Geannuleerd door de Coronapandemie |
| 2021 | Yeşilyurt Istanbul                 | 3 - 0 / 3 - 0                      | CSM Volei Alba Blaj                |
| 2022 | Scandicci                          | 3 - 0 / 3 - 0                      | La Laguna                          |